# Xylophanes sublaevis
Xylophanes sublaevis är en fjärilsart som beskrevs av James John Joicey och William James Kaye 1917. Xylophanes sublaevis ingår i släktet Xylophanes och familjen svärmare. Inga underarter finns listade i Catalogue of Life.